# Teodosie Scutaru
Teodosie Scutaru (n. 20 iulie 1944, Mileanca, Botoșani, România) este un cleric ortodox de stil vechi din România, care îndeplinește în prezent funcția de episcop-vicar al Bisericii Ortodoxe de Stil Vechi din România. 

## Biografie
Teodosie Scutaru s-a născut la data de 20 iulie 1944, în comuna Mileanca (județul Botoșani), din părinții Vasile și Virginia Scutaru. În anul 1968 a intrat ca frate la Mănăstirea Cucova (din comuna Valea Seacă, județul Bacău), devenind fiul spiritual al ieromonahului Pahomie Morar (viitor episcop). A fost hirotonit ca ierodiacon și mai apoi ieromonah de către PS Episcop Evloghie Oța, la mănăstirea pe stil vechi din București.
Tânărul călugăr Teodosie a avut o contribuție importantă la construirea Mănăstirii Cucova. După multe stăruințe, s-a obținut aprobarea de construire și în numai două luni a fost realizată căsuța la care au fost adăugate cu timpul alte dependințe. Pentru a înșela vigilența autorităților, trapeza era folosită pe post de ciupercărie, iar călugării munceau la colectiv, în zootehnie și viticultură pentru a nu fi alungați din localitate. Deși progresele erau mici, ele au atras însă mânia organelor de miliție. 
Astfel, în anul 1970 s-a intentat un proces împotriva ieromonahului Pahomie și ucenicul său,  Teodosie. Au fost condamnați la un an de închisoare, dar în timp ce se desfășura recursul, a intervenit o grațiere și s-a anulat executarea pedepsei. În decursul vremii, în interiorul casei s-a amenajat un paraclis înzestrat cu toate cele necesare, apoi în 1972 s-a construit și un turn mic pe care s-a pus și o cruce, semn că acolo era lăcaș de închinăciune. La intervenția organelor de miliție de la toate nivelurile locale, s-a început o campanie de persecuție concretizată prin amenzi usturătoare și diferite amenințări. Aceste persecuții au continuat până la căderea regimului comunist, în decembrie 1989.
La data de 26 iunie 1995, la Mănăstirea Cucova din comuna Valea Seacă (județul Bacău), arhimandritul Teodosie Scutaru a fost hirotonit ca episcop-vicar al Mitropoliei Ortodoxe pe Stil Vechi din România de către mitropolitul Vlasie Mogârzan, conducătorul Sfântului Sinod al acestei biserici. Cu acest prilej, a primit titulatura de "Brașoveanul". 
După decesul la data de 11/24 mai 2006 a PS Pahomie Morar, episcopul Teodosie devine stareț al Mănăstirii Cucova, având această funcție și în prezent. El păstorește în prezent o comunitate monastică formată din 37 de călugări și frați. În octombrie 2004, arhimandritul Antonie Tătaru (ajutorul de stareț) a fost hirotonit ca episcop-vicar, cu titulatura de "Ploieșteanul".